# تنظيم الدولة الإسلامية - ولاية القوقاز
تنظيم الدولة الإسلامية ولاية القوقاز أو تنظيم ولاية القوقاز هي فرع تابع لتنظيم الدولة الإسلامية نشط في شمال القوقاز التابع لروسيا، أصدر بيان رسمي في 23 يونيو 2015 من قبل تنظيم الدولة بتأسيس ولاية تابعة لها في القوقاز وتعيين رستم أسيلداروف قائداً لها. في بداية شهر نوفمبر 2014 بدأ بعض قادة وأفراد من إمارة القوقاز الإسلامية إرسال بيعاتهم لأمير الدولة الإسلامية أبو بكر البغدادي وترك قائد إمارة القوقاز علي شكيب كيبيكوف متابعين البغدادي وتنظيمه بعد إعلان بعث الخلافة من جديد في نفس العام. وبحلول فبراير 2015 انشق عدد لا يستهان به من أفراد وقادة إمارة القوقاز الإسلامية في كل من قسميها الشيشاني والداغستاني وانضم للدولة.

## الخلفية
في تشرين الثاني/نوفمبر 2014 أعلن بعض قادة إمارة القوقاز الإسلامية تغيير ولائهم فانقلبوا على حساب علي أبو محمد الداغستاني ثم بايعوا قائد داعش أبو بكر البغدادي بعدما كان هذا الأخير قد أعلن رفقة مجموعته قيام دولة الخلافة الإسلامية في القوقاز. بحلول شباط/فبراير 2015 انشق العديد من قادة الإمارة وأسسوا لهم فروعاً في كل من الشيشان (ولاية نوخوشيشو) ثم داغستان (ولاية داغستان). أصدر كبار قادة إمارة القوقاز بيانا رسميا نددوا فيه بما حصل من انشقاق ثم اتهموا رستم أسلداروف بالخيانة. لكن وفي المقابل فقد واصل زعماء الجماعات المسلحة التابعة لإمارة القوقاز الإسلامية مبايعة تنظيم الدولة الإسلامية (داعش) خاصة في يونيو 2015 عندما انضم الزعيم أصلان بيتكاييف للتنظيم، رفقة زعماء آخرين في كل من داغستان، الشيشان ثم قبردينو-بلقاريا.

## التاريخ
في 23 حزيران/يونيو 2015 أعلن المتحدث الرسمي باسم داعش أبو محمد العدناني قبول ولاء زعماء إمارة القوقاز الإسلامية ثم أعلن في نفس الوقت عن إنشاء ولاية جديدة أو مقاطعة تغطي منطقة شمال القوقاز. عيّن العدناني زعيما يُدعى أسيلداروف للإشراف على الولاية في تلك المنطقة ثم دعا كل المسلحين إلى إعلان الولاء.
تبنت المجموعة مسؤوليتها عن الهجوم على قاعدة عسكرية روسية في جنوب داغستان بتاريخ 2 أيلول/سبتمبر 2015. صدر فيديو جديد في أيلول/سبتمبر يظهر فيه أسيلداروف وهو يدعو أنصار داعش في القوقاز للانضمام إلى القتال هناك بدلا من السفر إلى العراق وسوريا.
في أوائل عام 2016 تسربت عدة وثائق لداعش تتضمن تفاصيل عن عملياتها في كل من سوريا والعراق والشيشان وداغستان كما تضمنت تلك الوثائف معلومات تفصيلية عن الاغتيالات التي قام بها عناصر الولاية في حق الشرطة المحلية والمسؤولين والموظفين الداغستان والشيشانيين في سوريا وفي مناطق أخرى.
في 4 كانون الأول/ديسمبر 2016 ذكر الجيش الروسي أنه تمكن من قتل أسيلداروف وأربعة من مساعديه في غارة جوية على منزل في محج قلعة.

## تصنيف الولاية كمنظمة إرهابية
| الدولة           | تاريخ                | المرجع |
| ---------------- | -------------------- | ------ |
| الولايات المتحدة | 29 أيلول/سبتمبر 2015 |        |